# Gadolinita

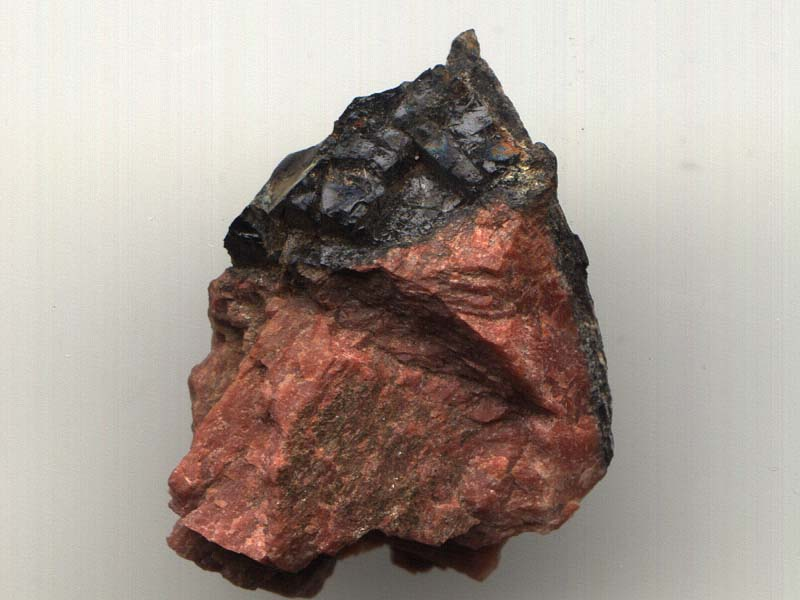
Gadolinita

Gadolinita ou gadolinite é um mineral de coloração quase preta com brilho vítreo e formado principalmente de silicatos de cério, lantânio, neodímio, ítrio, berílio e ferro, com formula: (Ce,La,Nd,Y )2FeBe2Si2O10. 
É denominado de gadolinita-Ce ou gadolinita-Y, dependendo do elemento que predomina na composição variável do mineral.
Assim denominada em 1800 em honra de Johan Gadolin, um químico-mineralogista finlandês, que foi o primeiro a isolar um óxido de ítrio a partir deste mineral em 1792. O elemento químico gadolínio foi também designado em sua honra; no entanto a gadolinita não contém mais que vestígios de gadolínio.

## Descobrimento
Para alguns historiadores da ciência, o mineralogista sueco Axel Fredrik Cronstedt descobriu o primeiro elemento de terra rara em 1751 Mineral denso, denominado na época pedra pesada de Bastenas, na área de mineração nos arredores de Riddarhyttan, Suécia. Para outros, que descobriram o primeiro O elemento terra rara é Karl Axel Arrhenius (Karl Axel Arrhenius), que em 1787 Ytterby perto de Estocolmo, Suécia, um mineral escuro chamado "Tempo" Bits. Muitos anos depois, em 1792, o químico finlandês Johan Gadolin começou Um estudo dos minerais descobertos por Arrhenius ("Pedra Negra de Iterby"), no qual A conclusão é que esse mineral é composto de uma nova "terra" chamada óxido de ítrio. Esta iterbita, um silicato de ítrio, berílio e ferro (Be2FeY2Si2O10), foi mais tarde mudou seu nome para Gadolinita em homenagem a Gadoli.
A gadolinita foi nomeada em 1800, em homenagem ao mineralogista e químico finlandês Johan Gadolin, que, em 1792, isolou pela primeira vez um óxido  do elemento de terras-raras ítrio.  A terra rara gadolínio também foi assim chamada em sua homenagem. No entanto, a gadolinita não contém mais do que quantidades residuais de gadolínio. Quando Gadolin analisou esse mineral, ele perdeu a oportunidade de descobrir um segundo elemento: o que ele pensou ser alumínio (alumina) era, na verdade, berílio (beryllia), um elemento que só seria oficialmente identificado em 1798.

## Espécie mineral
No momento da nomeação, eles foram considerados a mesma espécie mineral, mas a Associação Internacional de Mineralogia os considerou diferentes: Gadolinita- (Ce), a fórmula molecular é Ce2Fe2 + Be2O2 (SiO4)2, Sempre contém cério e geralmente contém impurezas: lantânio, escândio, disprósio e neodímio. Gadolinita- (Y), fórmula molecular Y2Fe2 + Be2O2 (SiO4)2, sempre contém ítrio. Este mineral foi batizado em homenagem ao químico e mineralogista finlandês Johan Gadolin em 1800, que isolou pela primeira vez o óxido de ítrio desse mineral em 1792. O gadolínio de terras raras tem o nome da mesma fonte. No entanto, apesar do nome semelhante, o gadolínio contém apenas vestígios de gadolínio.

## Informações gerais sobre a gadolinita-(y)
Fórmula Química: (Ce, La, Nd, Y) Y2Fe + Be2Si2O10

### Propriedades físicas
Cor: Castanho, Verde, Preto
Densidade: 4-4,5, Média= 4,25
Diafaneidade: subtransparente a opaco
Fratura: Fragmentos- fraturas finas e alongadas produzidas pela intersecção de boas clivagens ou separações (por exemplo HORNBLENDA).
Hábito: Cristalino- Fraco- Ocorre principalmente como cristais formados de maneira grosseira. Maciço- Cristais uniformemente indistinguíveis formando grandes massas.
Hábito: Prismático- Cristais em forma de prismas delgados temos com exemplo: (TURMALINA)
Dureza: 6,5-7- Pirita-Quartzo
Luminescência: Não fluorescente.
Brilho: Vítreo- gorduroso
Onda: Cinza esverdeado.

### Propriedades ópticas
Gladstone-Dale: IC med.= 0,018 (superior), onde o IC= (1-K P Dmeas\ Kc), ICcalc= 0,066 (regular), onde o IC= (1-KP.Dcalc\KC) KP .Dcalc= 0,1775, KP.Dmeas= 0,1867, KC=0,19 Ncalc= 1,76-1,86 Biaxial (+), a=1,77, b=1,79, g= 1,82, bire= 0,0500.
Pronúncia do nome: Gadolinita (Y) + pronúncia Calciogadolinite ICSD 40095 PDF 26-1134

## Ocorrência
Entre os minerais de terras-raras que apresentam interesse econômico podem ser mencionados: monazita, bastnaesita, xenotímio, gadolinita, allanita, loparita, euxenita e apatita.
As ocorrências italianas de gadolinita- (Ce) não são sondadas por análises e, mais corretamente, devem ser classificadas como "gadolinita" (s.l.).